# Washington Terrace
Washington Terrace é uma cidade localizada no estado norte-americano de Utah, no Condado de Weber.

## Demografia
Segundo o censo norte-americano de 2000, a sua população era de 8551 habitantes.
Em 2008, foi estimada uma população de 8292, um decréscimo de 259 (-3.0%).

## Geografia
De acordo com o United States Census Bureau tem uma área de
4,9 km², dos quais 4,9 km² cobertos por terra e 0,0 km² cobertos por água.

## Localidades na vizinhança
O diagrama seguinte representa as localidades num raio de 8 km ao redor de Washington Terrace.